# Bank of Montreal
Bank of Montreal (BMO Banque de Montréal) er en canadisk multinational investeringsbank. Virksomheden blev etableret i Montreal i 1817 som Montreal Bank.